# Argentinsk vattenpest
Argentinsk vattenpest (Elodea callitrichoides) är en dybladsväxtart som först beskrevs av Louis Claude Marie Richard, och fick sitt nu gällande namn av Johann Xaver Robert Caspary. Enligt Catalogue of Life ingår Argentinsk vattenpest i släktet vattenpester och familjen dybladsväxter, men enligt Dyntaxa är tillhörigheten istället släktet vattenpester och familjen dybladsväxter. Arten förekommer tillfälligt i Sverige, men reproducerar sig inte. Inga underarter finns listade.